# 10591 Caverni
10591 Caverni este un asteroid din centura principală de asteroizi.

## Descriere
10591 Caverni este un asteroid din centura principală de asteroizi. A fost descoperit pe 13 august 1996 la Montelupo de Maura Tombelli și Giuseppe Forti. Asteroidul prezintă o orbită caracterizată de o semiaxă mare de 2,63 ua, o excentricitate de 0,01 și o înclinație de 3,9° în raport cu ecliptica.